# クォーター (紋章学)

クォーター
Argent a quarter gules

クォーター（英: Quarter、仏: Quartier）は、紋章学において、シールドの向かって左上の角に置かれる方形のチャージのことである。オーディナリーの中ではサブオーディナリーに分類される。単独で使われることはあまりなく既存の紋章に追加される形で用いられるが、婚姻、縁組みなどによって複数の紋章を統合するマーシャリングの際にはクォーターがひとつの重要な単位となる。

## 解説

### クォーターの幅
英語のクォーターが現代でも4分の1を意味する言葉であるのと同様に、クォーターはシールド又はフィールドの向かって左上の角すなわちデキスター・チーフの4分の1の面積を占める。したがって、クォーターの縦横の幅はフィールドのおよそ2分の1である。しかし、クォーターに別のチャージが重ねられていなければやや小さめに描かれ、概ねその4分の3程度の幅で描かれる。このため、紋章学の初期においては、カントンとの混同も見られた。

### カントン

カントン
Argent a canton gules

カントン（英語: Canton）は、シールドの左上の角（デキスター・チーフ）に置かれる小さな方形のチャージである。実際の剣技のように盾を構えた場合、利き腕にあたる右腕の上部に来ることから、一部の紋章官はカントンを高貴なるオーディナリー（英: the honorable ordinaries）のうちの1つとみなすことがある。しかし厳密には、クォーターのディミニュティブであり、縦横ともにクォーターの3分の2の幅、つまりシールド又はフィールド全体の3分の1の幅を持ち、フィールドの9分の1の面積を持つ。シールドのシニスター側（盾を構える人物にとっての左〈シニスター〉、すなわち向かって右）に置かれるカントンをカントン・シニスターと呼ぶ。
初期の紋章においてはフィールド左上4分の1を占めるチャージをカントンと呼んでいたことがある。クォーターのようなカントンは、紋章に描いた初期の図形であり、常に直線で示される。更には、ヘンリー3世の書物において、いくつかの紋章の記述の中にクォーターが現れ、そこで言うクォーターとは、後の書物ではカントンとして記述されるものである。このように、クォーターとカントンはしばしば混同されることがあったが、20世紀以降、少なくともアーサー・C・フォックスデービスがイギリスの紋章学に関する書物を記した1914年以降は明確に区別されている。
カントンのディミニュティブはチェッカー（英: chequer, checker）であり、格子縞であるチェッキー（英: chequy, checky）のフィールドの一部を作るが、チャージとして単独では用いることができない。チェッキーとだけ記述した場合は、6以上の3の倍数（すなわち左・中・右で3等分できる数）でフィールドの幅を等分した幅のチェッカーを並べるが、3等分の場合のみ、チェッキー・オブ・ナイン（英: chequy of nine）と記述する。いずれの場合も、フィールドの最も左上に来る方形のティンクチャーを先に記述する。
カントン・ヴォイデッド（英: canton voided）は、血縁に含まれない、おそらく養子縁組による家族を示す。イギリスのスコットランドを起源とするダン家の紋章にはカントン・ヴォイデッドが描かれている（マイケル・ダンの紋章）。

チェッキー・オブ・ナイン Checky of nine argent and gules
チェッキー Checquy argent and gules

### クォーターに関する用語

クォータリー
Quarterly, argent and gules

クォータリー（英: Quarterly）
パーティ・パー・クロスとほぼ同じ意味で、フィールドの中央で交差する垂直と水平の線でフィールドを4つに分割することを意味するが、2つの意味があり、それぞれの意味は後に続く記述で次のとおりに判断する。
1. クォータリーの後にティンクチャーを2つ指定した場合、1つ目のティンクチャーを向かって左上と右下の領域に、2つ目のティンクチャーを右上と左下の領域に適用するフィールドを意味する。クォータリーとだけ言った場合は、4分割であるが、クォータリー・シックスティーン（英: quarterly sixteen）と記述した場合はそれぞれのフィールドを更に4分割した16分割になる。
2. クォータリーの後に紋章記述を続けた場合、十字に分割された4つのフィールドそれぞれに対応する紋章記述を書く。マーシャリング後の紋章に頻繁に見かけられ、向かって左上、右上、左下、右下の順に格の高い家系の紋章を表し、紋章記述もその順番で記述する。ただし、マーシャリングの場合以外でも紋章をクォータリーで分割するのを妨げない。クォータリーによる分割の場合はどのフィールドにどのような図柄を描くのかわかるように地の色を示すティンクチャーの前に first（1st）、second（2nd）、third（3rd）、fourth（4th）または I、II、III、IV と明示的に場所を記述する。特に統合する紋章が2つの場合（かつパーティ・パー・ペイルによるディミディエイション又はインペイルメントを用いない場合）は、左上と右下の領域に格上の家の紋章を示し、右上と左下の領域に他方の家の紋章を示すのが慣例であるため、格上の家の紋章記述の前に I and IV 、格下の家の紋章記述の前に II and III と記述する。3つの紋章を組み込む場合は、左上（I）と右下（IV）の領域に最も格上の家の紋章、右上（II）にそれに続く家柄の紋章、左下（III）に最も格下の家の紋章を示すか、最上位の紋章が左上（I）、それに次ぐ紋章が右上（II）と左下（III）、最下位の紋章が右下（IV）という配置をする。

エノー伯、バイエルン公ヴィッテルスバッハ家の紋章

グランド・クォータリー
クォータリーで分割したフィールドを更にクォータリーで分割する場合、グランド・クォータリー（英: grand-quarterly）という記述を用いる。次の紋章記述は、エノー伯とヴィッテルスバッハ家の紋章を統合したものである。
Quarterly, I and IV fusilly in bend argent and azure; II and III grand-quarterly I and IV Or a lion rampant sable, armed and langued gules; II and III Or a lion rampant gules, armed and langued azure.